# Sandymoor
Sandymoor est une paroisse civile du Cheshire, en Angleterre.